# Kallocain
Kallocain, med undertiteln Roman från 2000-talet, är en dagboksroman från 1940 av Karin Boye. Den är hennes både sista och mest kända roman, översatt till fler än tio olika språk.
Romanen innehåller inslag av både science fiction och dystopi, och beskriver ett framtida samhälle där individen tillhör staten, har betydelse enbart som en del i gruppen och ständigt övervakas. Den finner inspiration från samhällsutvecklingen i både Tyskland och Sovjetunionen före andra världskriget. Trots det ständiga övervakandet och det stängda samhället beskriver romanen även djupa mänskliga känslor som kärlek och strävan efter frihet.

## Handling
Kallocain är en mörk skildring av ett samhälle där individen bara är ett kugghjul, viktig förvisso, men lätt att byta ut om det blir något ”fel” på det. Samhället är präglat av hjärntvätt, propaganda och övervakning – överallt finns elektroniska polisöron och varje hem har ett hembiträde vars uppgift också är att informera polisen om eventuellt avvikande beteende. Dessutom kan vem som helst ange en om man uppträder misstänkt. Barn skickas iväg till särskilda uppfostringsläger redan som sjuåringar och indoktrineras där till att bli goda, lojala medsoldater. Det tillhör goda, lojala medsoldaters plikt att ange andra som inte kvalificerar sig in i gruppen. Människor i allmänhet inte bara finner sig i kontrollen, utan de till och med uppskattar den höjda säkerheten de är övertygade om att kontrollen gett dem. 
Världsstaten – landet i boken – har på grund av krigshot från Universalstaten tvingat ner människorna under jord. Där lever de i olika "celler", Kemistäder, Skostäder och så vidare, men byggnationen sträcker sig nedåt som skydd mot faran. För att undvika spionage tillåts inte medborgarna i de olika cellerna att besöka varandra, och om familjer splittras är det för gott. 
Statens kontrollsystem fullbordas den dag kemisten Leo Kall uppfinner en drog, som uppkallas efter uppfinnaren, Kallocain. Denna substans får människor att avslöja sina innersta tankar, och är avsett att användas för att avslöja statsfientliga tankar. 
En natt invaderas Världsstaten av sin fiende och Kall blir fånge i Universalstaten, som liknar Världsstaten. Kall skriver i hemlighet ned sina minnen. Där reflekterar han även över att fångenskapen trots allt inte är mycket sämre än hans tidigare "frihet". Trots allt vägrar han sluta tro att hans Kallocain skall kunna hjälpa människor att skapa en ny, bättre värld.

### Huvudpersoner
Leo Kall är vid en första anblick en god medsoldat, övertygad om Statens förträfflighet, och väl medveten om de offer som individen måste göra till förmån för Statens bästa. Man ser dock snart Kalls ideliga kamp med sig själv, där han å ena sidan längtar till något bortom Staten, som han inte riktigt kan sätta fingret på (frihet framför allt), för att i nästa sekund rationalisera bort tanken till något som istället gynnar Staten. Hans kärlek till hustrun Linda, som han svartsjukt bevakar, är kanske det som undermedvetet främst driver honom att utveckla Kallocain. Han är desperat efter att få veta om han kan lita på henne, om hon älskar honom – eller om hon har känslor för Kalls kontrollchef Edo Rissen. 
Under experimenten med Kallocain hör Leo för första gången andra människor uttala hans egen vaga dröm om något annat; försökspersonerna drömmer om en livsstil baserad på kärlek och frihet i frisk luft och utan övervakning, där Staten inte längre finns. De vill kunna lita på sina medmänniskor. Då stärks hans tvivel om Statens förträfflighet ytterligare, men skrämd av tankarna jobbar han aktivt för det lagförslag som skulle möjliggöra kallocainundersökningar av de potentiellt statsfientliga. Kalls kamp med sig själv intensifieras mer och mer – hans av Staten inlärda uppfattning om rätt och fel strider mot hans odefinierbara längtan efter något annat.

## Bakgrund, produktion och efterföljd
Karin Boye hämtade inspiration till Kallocain från den dåvarande samhällsutvecklingen i Tyskland samt från sin studieresa till Sovjetunionen. Hon fick uppleva nazismens uppgång på nära håll då hon tillfälligt bodde i Berlin mellan 1932 och 1933, men även av utvecklingen i Sovjetunionen. Boken är en skrämmande profetia över hur det skulle kunna se ut om en stat skulle styras av ett tekniskt fulländat kontrollsystem, där individen ständigt kan övervakas. Den beskriver ett kallt samhälleligt klimat där alla människor är potentiella angivare och där individen bara har betydelse som en del i gruppen.
En trolig inspirationskälla är också romanen Vi av Jevgenij Zamjatin från 1924, där huvudpersonen bland annat ställer frågan: "Gör det inte ont när knoppar brister?" 
År 2015 fick boken en uppföljare av Johanna Nilsson, kallad Det grönare djupet.